# Edward Shanks
Edward Richard Buxton Shanks (* 11. Juni 1892 in London; † 4. Mai 1953) war ein britischer Dichter, Schriftsteller und Literaturkritiker.
Edward Shanks galt zunächst als reiner War poet (Kriegspoet) des Ersten Weltkriegs, später wurde er mehr als Akademiker und Journalist, schließlich als Autor von Biografien zu Hilaire Belloc, Edgar Allan Poe und Rudyard Kipling wahrgenommen. Außerdem verfasste er einige Werke, die durchaus als Science-Fiction gelten.

## Leben und Werk
Der in London geborene Shanks besuchte dort die Merchant Taylors’ School und studierte am Trinity College in Cambridge bis zu seinem Bachelor-Abschluss 1913 in Geschichte.
1912–1913 war er Herausgeber der Zeitschrift The Granta. Er diente von 1914 an im Ersten Weltkrieg im 8th South Lancashire Regiment als Second Lieutenant in der britischen Armee in Frankreich. Bereits 1915 stufte man ihn als Invalide ein, wodurch er bis zum Kriegsende mit Verwaltungsaufgaben betraut war. 1919 war er der erste Preisträger des Hawthornden-Preises für The Queen of China and Other Poems. Er schrieb eine ganze Zeit lang für Robert Graves’ Magazin The Owl. Rupert Brooke, der ihn von der Universität in Cambridge her kannte, stellte ihm Edward Marsh vor. Dieser nahm seine Werke in die Sammlung Georgian Poetry 1918–19 (1919) und Georgian Poetry 1920–22 (1922) auf. Allerdings behielt sich Shanks selbst eine ambivalente Haltung gegenüber der Georgian Poetry vor, deren dritten Band er zunächst als Kritiker eher ablehnend besprach. Hatte er bei früheren Bänden die Teilnahme abgelehnt, so sagte er zum vierten Band auch bestärkt durch seinen Herausgeber John Squire zu, obwohl er eine gewisse Scheu gegenüber dem Projekt hatte. Überhaupt schien Shanks als Herausgeber wie Dichter zwei Seelen in sich zu vereinen, so lehnte er als Herausgeber die Empfehlung Edith Sitwells ebenso ab, wie er als Dichter seine eigene Auswahl Fredegond Shoves später verurteilte. Dennoch verblieb man im freundschaftlichen Ton, wie 41 Briefe, die Shanks mit den Kollegen zwischen 1914 und 1953 wechselte, bezeugten. Die Solidarität zerbrach erst kurz vor seinem Tode, als Shanks seinen Kollegen Robert Nichols kritisierte. Bezeichnenderweise charakterisierte er die Lebenshaltung seiner Kollegen dadurch, dass zwar alle ihr Lebenszentrum in einer britischen Großstadt hätten, es aber nicht ertragen würden.
Shanks arbeitete als langjähriger Literaturkritiker für den London Mercury und war dort auch von 1919 bis 1922 stellvertretender Herausgeber. Als Kritiker zog er sich zusammen mit dem eigentlichen Herausgeber Sir John Squire den Unmut seiner Schriftstellerkollegen, wie zum Beispiel Osbert Sitwell zu, der die beiden in Jolly Old Squire (1922) karikierte. Andererseits war Shanks einer jener Literaturkritiker, die den Ersten Weltkrieg mitgemacht hatten und somit das Potenzial Arnold Zweigs Der Streit um den Sergeanten Grischa in der englischen Übersetzung von 1928 gemeinsam mit seinem Herausgeber erkannte: „Herr Zweig will have written the best war novel since Tolstoy“. Überhaupt besprach Shanks auch historische Werke der Vergangenheit, wie Edward Gibbons Gesamtwerk über den Zusammenbruch des Römischen Weltreichs, als auch Werke zur zeitgenössischen Politik, Kultur oder Bereiche des Science Fiction, wie z. B. H. G. Wells, und Sydney Fowler Wright, den er besonders favorisierte, wodurch er zum geachteten wie gefürchteten Kritiker wurde.
Darüber hinaus schrieb Shanks auch Theaterkritiken für The Outlook, wobei sein beißender Spott bekannt war. Anlässlich einer Inszenierung von Edward II. von Christopher Marlowe im The Regent Theatre in London schrieb er 1923 über die Darstellerin der Königin Isabella, Gwen Ffrancon-Davies, und ihres Kollegen Duncan Yarrow, der den Titelhelden verkörperte: „Miss Gwen Ffrancon-Davies was not at all good as Queen Isabella: her realistic sobs and groans were hopelessly out of the proper key. (...) Perhaps everyone was rattled a little by fear of collapse of Mr. Duncan Yarrow: It is disturbing to have on the stage an actor who may not be able to continue his part to the end“.
Außerdem scheint Shanks zwischen 1921 und 1922 in Zusammenarbeit mit der Komponistin und Suffragette Ethel Smyth das Libretto für die Oper bzw. Fête galante Dance Dream nach einer Erzählung von Maurice Baring geschaffen zu haben. Seine Neigung zur Musik äußerte sich auch dadurch, dass er Musicals und sonstige Musikaufführungen für diverse Magazine rezensierte, wie zum Beispiel George Gershwins Primrose.
1926 war er kurzzeitig als Lektor für Poetik an der Universität Liverpool tätig. Von 1928 bis 1935 schrieb er Leitartikel für den Evening Standard in London.

### Rezeption
Der britische Schriftsteller Robin Skelton, ein enger Freund Ruth Pitters, kritisierte Shanks Gedichte im Stil als zu einfach, weder herausfordernd noch besonders emotional.
Edward Shanks Songs, 1915 als Sixpenny-Klappheftchen vertriebene Gesangstexte, waren kleine, simple Balladen, wohlgereimt, die zwar nicht den lebendigen Geist der volkstümlichen Lieder hatten, aber aufgrund ihres ähnlichen Charmes eine erfolgreiche Tradition erleben sollten und bis heute mehrfach vertont wurden.
The People of the Ruins galt als typische Sozialutopie der 1920er Jahre, die im Vereinigten Königreich zu dieser Zeit häufiger geschrieben wurden. Darin betrachtet Shanks ein Europa und speziell England ein Jahrzehnt, nachdem es von einer kommunistischen Revolution überrollt wurde. Wie der Titel suggeriert, sind alle Spuren der Zivilisation verschwunden und die Bevölkerung lebt in den Ruinen ihrer Städte. Aus heutiger Sicht wird die Science-Fiction-Novelle im direkten Vergleich mit zeitgenössischen Werken des Genre als erschreckend schlecht angesichts des literarischen Rufs Edward Shanks beschrieben, obwohl einige Elemente seines Buches von besseren Science-Fiction-Autoren aufgegriffen wurden. Allem Anschein gab es sogar eine Comic-Adaption seines Werkes Ende der 1960er Jahre. Interessanterweise betrachtete Edward Shanks bereits 1930 in einem Betrag zum New Statesman das Phänomen des Science Fiction als literarisch untersuchungswürdig, während sein Kritikerkollege Clarence Dane es 1936 als „Nonsense“ oder „amerikanische Märchen“ herabsetzte.
In seiner selbst kurz vor dem Zweiten Weltkrieg verfassten Studie zu Kipling, die erst 1940 veröffentlicht wurde, äußerte Shanks noch sehr zurückhaltende Kritik und bemühte sich lediglich einige Fehlinterpretationen Kiplings zu beheben. Dafür wurde er von V. S. Pritchett regelrecht angegriffen.
1948 brachte Daily Graphic zwei Bände Prosa und Gedichte von Arthur Bryant und Edward Shanks heraus, die die bezeichnenden Titel Trafalgar and Alamein und Dunkirk/The Great Miracle hatten. Beide Bände erlebten eine weite Verbreitung in Schulen und Bibliotheken. Der erste Titel spricht in der Gegenüberstellung der Schlacht von Trafalgar von 1805 und den Ereignissen der ersten und zweiten Schlacht von El Alamein 1942 für sich selbst. Der zweite Band assoziierte das Wunder von Dünkirchen bei der Schlacht um Dünkirchen durch die Operation Dynamo 1940 mit dem England von Horatio Nelson und Alfred dem Großen. Speziell Shanks Gedichts-Zyklus um Dünkirchen verglich Adolf Hitlers Stukas mit der Römischen Invasion und den Horden Dschingis Khans. Shanks Art der Dichtkunst wird von englischen Literaturwissenschaftlern als durchaus beeindruckend beschrieben, die historischen Parallelen seien jedoch zu extrem.

### Werke
Gedichte
- Songs. 1915
- Poems. 1916
- The Queen of China and Other Poems, 1919
- The Island of Youth and Other Poems. 1921
- The Shadowgraph and Other Poems. 1925
- Collected Poems (1900-1925). 1926
- Poems 1912-1932. 1933
- Trafalgar and Alamein und Dunkirk/The Great Miracle. 1948, zusammen mit Arthur Bryant
- Poems 1939-1952. 1953

Novellen, Romane
- The Old Indispensables. 1919, Novelle
- The People of the Ruins. 1920, Novelle
- The Richest Man. 1923, Novelle
- Queer Street. 1933
- The Enchanted Village. 1933 (Eine Fortsetzung von "Queer Street")
- Tom Tiddler's Ground. 1934
- Old King Cole. 1936, Novelle

Kritiken, Essays
- First Essays On Literature. 1923, Literaturkritische Essays
- Bernard Shaw. 1924, Kritiken
- Second Essays On Literature. W.Collins Sons & Co. Ltd., London 1927, Kritiken

Biografien
- Hilaire Belloc, the man and his work. 1916 zusammen mit C. Creighton Mandell
- Edgar Allan Poe. 1937
- Rudyard Kipling – A Study in Literature and Political Ideas. 1940

Dramen
- The Beggar's Ride. 1926, Drama

Libretti
- Libretto zur Oper Dance Dream von Ethel Smyth nach einer Erzählung von Maurice Baring, Uraufführung Repertory Theatre Birmingham, 4. Juni 1923, Druck: Wien, Universal Edition 1923